# Эльбрус-S
Эльбру́с-S (1891ВМ5Я) — следующие поколение российского микропроцессора Эльбрус 2000 на архитектуре «Эльбрус», разработанный компанией МЦСТ.
На 2017 год, процессор более недоступен к заказу.В связи с международными санкциями из-за вторжения на Украину, TSMC в феврале-марте 2022 года прекратила производство и отгрузку процессоров в Россию, а предприятие было включено в санкционные списки США, так как компания «участвует в разработке микропроцессоров и суперкомпьютеров для Министерства обороны России».

## Описание
Процессор (Система на кристалле, СнК) Эльбрус-S основан на архитектуре «Эльбрус», отличительной чертой которой является наиболее глубокое на сегодняшний день распараллеливание ресурсов для одновременно исполняющихся VLIW-инструкций. Пиковая производительность 39,5 GIPS.

### Модули
Процессор является основой 4-процессорного вычислительного модуля МВ3S/C. В основе модуля лежит процессорный модуль МВ3S1/C, представляющий собой одноплатную конфигурацию, состоящую из четырех микросхем «Эльбрус-S», объединяемых высокоскоростными каналами межпроцессорного обмена, подключенных к ним секций общей оперативной памяти и контроллеров ввода/вывода. Формат модуля CompactPCI 6U. Модуль содержит 8Гб ОЗУ.
Вместе с процессором используется микросхема КПИ (контроллера периферийных интерфейсов), испытания которой завершились одновременно с испытаниями процессора.
Процессоры и модуль на их основе были представлены в октябре 2010 года на выставках «ChipEXPO-2010» и Softool.

## История
Завершить разработку микропроцессора «Эльбрус-S» на техпроцесе 90 нм планировалось в 2009 году.
В декабре 2010 года в «МЦСТ» завершилась госприёмка ОКР в части процессорной микросхемы «Эльбрус-S».

## Технические характеристики
| Технологический процесс          | КМОП 0,09 мкм |
| Рабочая тактовая частота         | 500 МГц |
| Пиковая производительность       | - 64 бита — 4,0 GFLOPS - 32 бита — 8,0 GFLOPS                                                                                         |
| Разрядность данных               | - целые — 8, 16, 32, 64 - вещественные — 32, 64, 80                                                                                   |
| Кеш-память                       | - команд 1-го уровня — 64 Кбайт - данных 1-го уровня — 64 Кбайт - 2-го уровня (универсальная) — 2 Mбайт                               |
| Кеш-таблица страниц              | - данных — 1024 входов - команд — 64 входов                                                                                           |
| Пропускная способность           | - шин связи с кеш-памятью — 16 Гбайт/с - шин связи с оперативной памятью — 8 Гбайт/с - шин связи межпроцессорного обмена — 12 Гбайт/с |
| Площадь кристалла                | 142 мм² |
| Количество транзисторов          | 218 млн. |
| Количество слоев металла         | 9 |
| Тип корпуса / количество выводов | HFCBGA / 1156 |
| Размеры корпуса                  | 35×35×3,2 мм |
| Напряжение питания               | 1,1 / 1,8 / 2,5 В |
| Рассеиваемая мощность            | 13 Вт — типовая, 20 Вт — максимальная                                                                                                 |